# Sebastián García
Sebastián García Martínez (Pedro Muñoz, 19 de noviembre de 1953), fue senador por Ciudad Real en las legislaturas IX y X. Pertenece al Grupo Parlamentario Popular que encabeza Pío García-Escudero. Además, es vocal en la Comisión de Agricultura, Medio Rural y Alimentación, y miembro de la Comisión de Ciencia e Innovación.

## Carrera política
Sebastián García ha sido diputado provincial en cuatro ocasiones. 
Aparte de su labor en la Cámara Alta, desempeñó el cargo de alcalde del municipio de Socuéllamos, desde 1995 hasta 2015, tras haber obtenido cuatro mayorías absolutas seguidas en las elecciones municipales.